# 小行星3612
小行星3612（英語：3612 Peale）是一颗围绕太阳公转的小行星。1982年10月13日，愛德華·鮑威爾在可可尼诺县发现了此天体。
这颗小行星的绝对星等为267.16642等。